# Szaniec IS-V-7
Szaniec IS-V-7 (Infanterieschanze – szaniec piechoty) – szaniec wchodzący w skład V obszaru warownego Twierdzy Kraków. 
Powstał w 1887 roku, jako typowy obiekt tego typu o kształcie zbliżonym do owalu. Szaniec był wyposażony w suchą fosę o głębokości około 2-3 metrów, o stromych stokach i profilu trójkątnym. 
Położony był między drogą forteczną do „Batowic” (późniejszą ulicą Opałową), a drogą prowadzącą z Rakowic i Prądnika Czerwonego do Bieńczyc (wtedy osobne miejscowości), wiodącą w osi dzisiejszych ulic Dobrego Pasterza i Krzesławickiej. 
Szaniec zniwelowano po 1965 roku, gdy rozpoczęto budowę Osiedla Tysiąclecia.